# Melissa Perrine
Melissa Perrine est une skieuse handisport australienne, née le 21 février 1988.

## Palmarès

### Jeux paralympiques
| Épreuve / Édition | Vancouver 2010 | Sotchi 2014 | Pyeongchang 2018 | Pékin 2022 |
| ----------------- | -------------- | ----------- | ---------------- | ---------- |
| Descente          | 5e             | 4e          | 5e               | —          |
| Super-G           | 7e             | DNF         | 5e               | —          |
| Slalom géant      | DNF            | DNF         | Bronze           | 6e         |
| Slalom            | 8e             | DNF         | 4e               |            |
| Super combiné     | DNF            | DSQ         | Bronze           | —          |